# Mal Evans
Malcolm Frederick "Mal" Evans (Liverpool, 27 mei 1935 - Los Angeles, Californië, 5 januari 1976) was een Britse roadmanager, persoonlijk assistent en muziekproducent. Hij is vooral bekend als roadmanager van de Britse band The Beatles tussen 1963 en hun uiteenvallen in 1970.

## The Beatles
Evans werkte als telefoonmonteur toen hij The Beatles voor het eerst zag spelen. Hij was tijdens zijn lunchpauze in de Cavern Club in Liverpool, waar de band in hun begindagen regelmatig optrad. Evans werd fan van de band en werd vrienden met gitarist George Harrison, die ervoor zorgde dat hij uitsmijter bij de club kon worden. Met zijn lengte van 1,98 meter werd hij, ondanks zijn dikke bril, geschikt geacht voor deze positie. Hij kreeg later de bijnamen "Gentle Giant" en "Big Mal".
Op 11 augustus 1963 kwam Evans in dienst bij The Beatles in een dubbelrol als roadie en lijfwacht. Ook mocht hij, samen met Neil Aspinall, tijdens tournees de bus van de band besturen, en om de instrumenten te testen. Ook werd hij altijd naar de winkel gestuurd als de band iets nodig had. Verder zetten Evans en Aspinall vaak handtekeningen van een van de groepsleden en verstuurden deze per post wanneer Harrison, John Lennon, Paul McCartney en Ringo Starr te druk waren.
Evans was altijd aanwezig als assistent van The Beatles tijdens hun tournees. Zo maakte hij samen met de bandleden kennis met cannabis toen zij Bob Dylan ontmoetten. In juli 1966 gaf de band twee concerten in de Filipijnen, waarbij zij een afspraak met de vrouw van de president afzegden. In de chaos die hierop volgde, verloren zij hun politie-escorte en moesten zij halsoverkop uit het land vertrekken. Op het vliegveld werd Evans in elkaar geslagen en zou hij een boodschap aan zijn vrouw hebben doorgegeven, aangezien hij dacht dat hij naar de gevangenis moest of dood zou gaan.
Nadat The Beatles op 29 augustus 1966 hun laatste concert hadden gegeven, bleef Evans voor de band werken. Hij was onder meer studiomedewerker en bleef boodschappen voor de band doen. In 1967 werd hij tevens huishouder van McCartney. Ook was hij indirect verantwoordelijk voor de naam van hun volgende album Sgt. Pepper's Lonely Hearts Club Band: hij vroeg aan McCartney waar de "S" en de "P" op de vaatjes die zij bij hun eten kregen voor stonden, en McCartney legde uit dat dit voor zout ("salt") en peper stond, waaruit de naam ontstond. Evans en Aspinall waren verantwoordelijk voor het uitzoeken van de foto's van alle figuren die op de hoes van dit album stonden.
Evans ging regelmatig op reis met The Beatles. Zo ging hij met McCartney op safari in Kenia en nam hij, eveneens met McCartney, de videoclip voor "The Fool on the Hill" op in het Franse Nice. Ook reisde hij met de band af naar India toen zij naar de ashram van Maharishi Mahesh Yogi gingen. Vervolgens ging hij met Harrison naar New York, waar zij op bezoek gingen bij Bob Dylan en The Band. Zijn relatie met de band was zo goed dat hij hun enige medewerker was die werd uitgenodigd voor het huwelijk tussen McCartney en Linda Eastman.
In 1968 richtten The Beatles het bedrijf Apple Corps op, waar Evans aan de slag ging als persoonlijk assistent. Ook zorgde hij ervoor dat de band The Iveys, later bekend als Badfinger, een contract kreeg bij het bijbehorende Apple Records. Evans produceerde een aantal van de eerste opnamen van de band. Toen The Beatles op het dak van het hoofdkantoor van Apple optraden, was Evans verantwoordelijk voor het zo lang mogelijk ophouden van de agenten, die waren gekomen om het concert te beëindigen. In 1969 werd Evans ontslagen door Allen Klein, de nieuwe manager van Apple en The Beatles, maar hij werd later in zijn positie hersteld na klachten van McCartney, Harrison en Starr.
Evans is te horen op een aantal nummers van The Beatles. Zo nam hij deel aan het achtergrondkoor op "Yellow Submarine", bespeelde hij de orgel op "You Won't See Me" en de mondharmonica op "Being for the Benefit of Mr. Kite!". Op "A Day in the Life" stelde hij een alarmklok in, telde hij de maten in een pauze van 24 maten, en was hij een van de vijf mensen die tegelijkertijd het laatste piano-akkoord aansloeg. Op "Dear Prudence" bespeelde hij de tamboerijn en op "Helter Skelter" speelde hij, samen met Lennon, een trompetsolo. Op "You Know My Name (Look Up the Number)" was hij wederom in het achtergrondkoor te horen en schudde hij met een emmer met grind. Verder was hij te horen op "What's the New Mary Jane", een ongebruikt nummer opgenomen tijdens de sessies voor The White Album, en sloeg hij met een hamer op een aambeeld op "Maxwell's Silver Hammer", aangezien Starr niet sterk genoeg was om de hamer op te tillen.
Evans is ook te zien in vier van de vijf Beatles-films. In A Hard Day's Night maakte hij een cameo: hij droeg een contrabas in de scène waarin Lennon wordt aangezien voor iemand anders. In Help! speelde Evans een verwarde zwemmer die in Oostenrijk door een gat in het ijs opdook en op de Bahama's op het strand aanspoelde. In Magical Mystery Tour speelde hij een van de tovenaars die toverspreuken uitsprak over de passagiers in de bus. In Let It Be bespeelde hij het aambeeld in vroege versies van "Maxwell's Silver Hammer" en praat hij met agenten die proberen om het concert van de band op het dak van het gebouw te beëindigen. Evans filmde The Beatles zelf vaak en een verzameling van zijn beelden werd later op dvd uitgebracht.

## Na The Beatles
In 1968 zag Evans de band The Iveys (later Badfinger) live spelen en zorgde hij ervoor dat zij een contract bij Apple konden tekenen. Hij produceerde vervolgens een aantal van hun nummers, waaronder de top 10-hit "No Matter What". Ook ontdekte hij de band Splinter en bracht ze naar Apple, alhoewel zij al snel tekenden voor Dark Horse Records, het platenlabel van George Harrison. Ook produceerde hij de single "New Day" van Jackie Lomax en Two Sides of the Moon, het enige solo-album van The Who-drummer Keith Moon.
In 1973 gingen Evans en zijn vrouw uit elkaar en verhuisde hij naar Los Angeles, waar Lennon met May Pang woonde nadat hij tijdelijk van Yoko Ono was gescheiden. De naam van Evans verscheen in de albumcredits van Harrisons All Things Must Pass en Lennons John Lennon/Plastic Ono Band. Ook schreef hij samen met Harrison het nummer "You and Me (Babe)", dat in 1973 verscheen op Starrs solo-album Ringo. Verder schreef hij "Lonely Man" voor Splinter, een nummer dat in de film Little Malcolm, geproduceerd door Harrison, een belangrijke rol speelde. Later werd hij producer van de band Natural Gas en schreef hij een boek over The Beatles, genaamd Living the Beatles' Legend, die hij op 12 januari 1976 zou overhandigen aan zijn uitgeverij Grosset & Dunlap.

## Overlijden
Op 5 januari 1976 was Evans zo moedeloos dat zijn nieuwe vriendin John Hoernie, de co-auteur van zijn boek, opbelde met de vraag om op bezoek te komen. Hoernie zag dat Evans drugs had genomen en er duizelig uitzag, maar Evans vertelde hem om ervoor te zorgen dat hij het boek af zou maken. Hoernie leidde Evans naar een slaapkamer op de eerste verdieping. Tijdens een gesprek pakte Evans opeens een luchtgeweer. Hoernie probeerde hem te stoppen, maar kon het wapen niet van Evans afnemen. De vriendin van Evans belde de politie en vertelde dat hij in de war was, een wapen had, en Valium op had. Vier politieagenten kwamen aan bij hun huis en drie van hen gingen naar de slaapkamer, waar Evans direct zijn wapen op hen richtte. De agenten vertelden rustig dat Evans zijn wapen neer moest leggen, maar hij weigerde dit te doen. De politie vuurde zes schoten af. Vier hiervan raakten Evans, die ter plekke op 40-jarige leeftijd overleed.
Op 7 januari 1976 werd Evans in Los Angeles gecremeerd. Onder meer Harry Nilsson, George Martin en Neil Aspinall waren hierbij aanwezig. Geen van de leden van The Beatles waren present, alhoewel Harrison ervoor zorgde dat de familie van Evans vijfduizend pond zou krijgen, aangezien Evans geen levensverzekering had en geen recht had op een pensioen.

## Nalatenschap
In 1986 werden de dagboeken van Evans gevonden in de kelder van een uitgeverij in New York. Deze werden naar zijn familie in Londen gestuurd. Hierin was onder meer te lezen dat hij had meegeholpen met diverse liedteksten van The Beatles, waaronder die van het album Sgt. Pepper's Lonely Hearts Club Band. In 2005 werd zijn boek Living the Beatles' Legend alsnog gepubliceerd. In 2021 werd bekend dat Kenneth Womack werkte aan een biografie van Evans, die in 2023 zou verschijnen. Een jaar later zouden vervolgens de dagboeken en archieven van Evans worden gepubliceerd.